# 谷汲站
谷汲站（日语：／ Tanigumi eki */?）是位於岐阜縣揖斐郡谷汲村長瀨（現時：揖斐川町谷汲長瀨），名古屋鐵道谷汲線的鐵道車站（廢站）。

## 歷史
谷汲村在1921年開始提出需要一條鐵路。當年，連接岐阜市區與北方町之間的岐北輕便鐵道與美濃電氣軌道合併。隨後在1926年，路線從北方繼續延伸至谷汲。當中北方至黑野之間的路段由美濃電氣軌道敷設與營運，而黑野至此站之間由另一間鐵路公司谷汲鐵道敷設與營運。而谷汲鐵道在1944年被名古屋鐵道收購合併，成為了名鐵的谷汲線。
在村內設有西國三十三所的第33號靈場谷汲山華嚴寺。在該寺進行祭典時，此站便會看見許多參詣客與遊客。站房在開業以來一直長年使用。在1996年，為了迎接谷汲線開業約70年，得到村的援助下翻新了站房，同時新設了昆蟲館。站房的外觀變得近代化。但是在5年後的2001年，谷汲線全線被廢除，此站也被廢除。在廢站後，站房內的昆蟲館還存在。站內放置了Mo750形755號車和Mo510形514號車作靜態保存。雖然如此，755號電車在秋季舉行的紅色電車節中，會在站內被調車機車牽引運輸。而514號電車方面，在2016年，一個致力進行保育工作的志願者團體「庭箱鐵道」進行了眾籌活動，籌集善款把該車輛復原為紅色單色，可是由於未能達到目標金額，因此沒有實現。
- 1926年（大正15年）4月6日 - 谷汲鐵道黑野站至此站之間開通，此站啟用[9][10]。
- 1944年（昭和19年）3月1日 - 谷汲鐵道被名古屋鐵道收購合併，成為名古屋鐵道谷汲線的車站[10]。
- 1985年（昭和60年）2月16日 - 成為無人車站[11]。
- 1996年（平成8年）10月26日 - 新站房竣工[10]。為了紀念谷汲線開通70周年，因此在站內舉行紀念典禮[5]。
- 2001年（平成13年）
  - 8月27日 - 發生站牌被偷走的事件[12]。但是在同月30日，站牌透過快遞交還至黑野站[12]。
  - 10月1日 - 谷汲線全線廢除，此站也被廢除[13]。
- 2002年（平成14年）7月7日 - 一架Mo755在此站開始靜態保存[14]。
- 2006年（平成18年） - 一架Mo514在此站開始靜態保存。

## 車站構造
截至車站廢除前，此站是地面車站，設有1面2線的島式月台。在末期，只使用從站房望向右邊的月台，另一邊的月台中，路軌沒有再與本線連接，架空電纜也被移除。
在1996年（平成8年），村投於了約2億日圓。重建並翻新站房，新站房內設有「谷汲村昆蟲館」（現時：谷汲昆蟲館）。在廢站後，站內放置了Mo750形755號車和Mo510形514號車作靜態保存。另外，站房內部的舊候車室變為了展示谷汲線資料的地方。
在末期，此站為無人車站。在正月與谷汲山豐年祈願祭（每年2月18日）期間，由於會有較多人使用此站，因此當時會安排職員在此站當值。

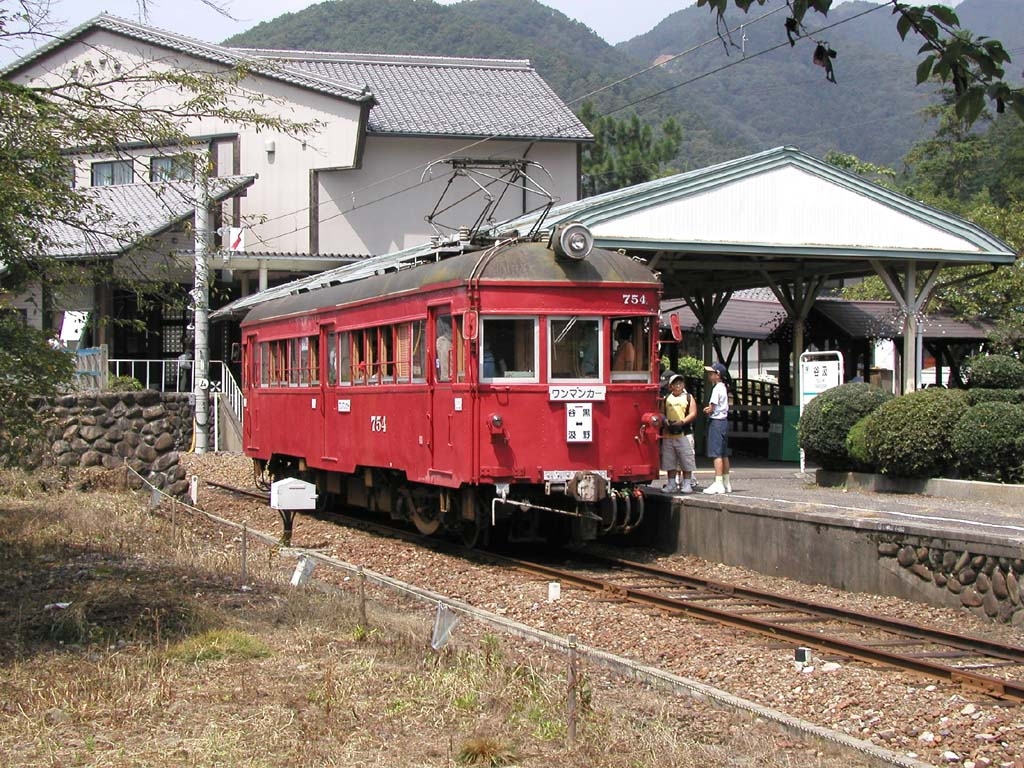
停靠中的Mo754號車（2001年8月）
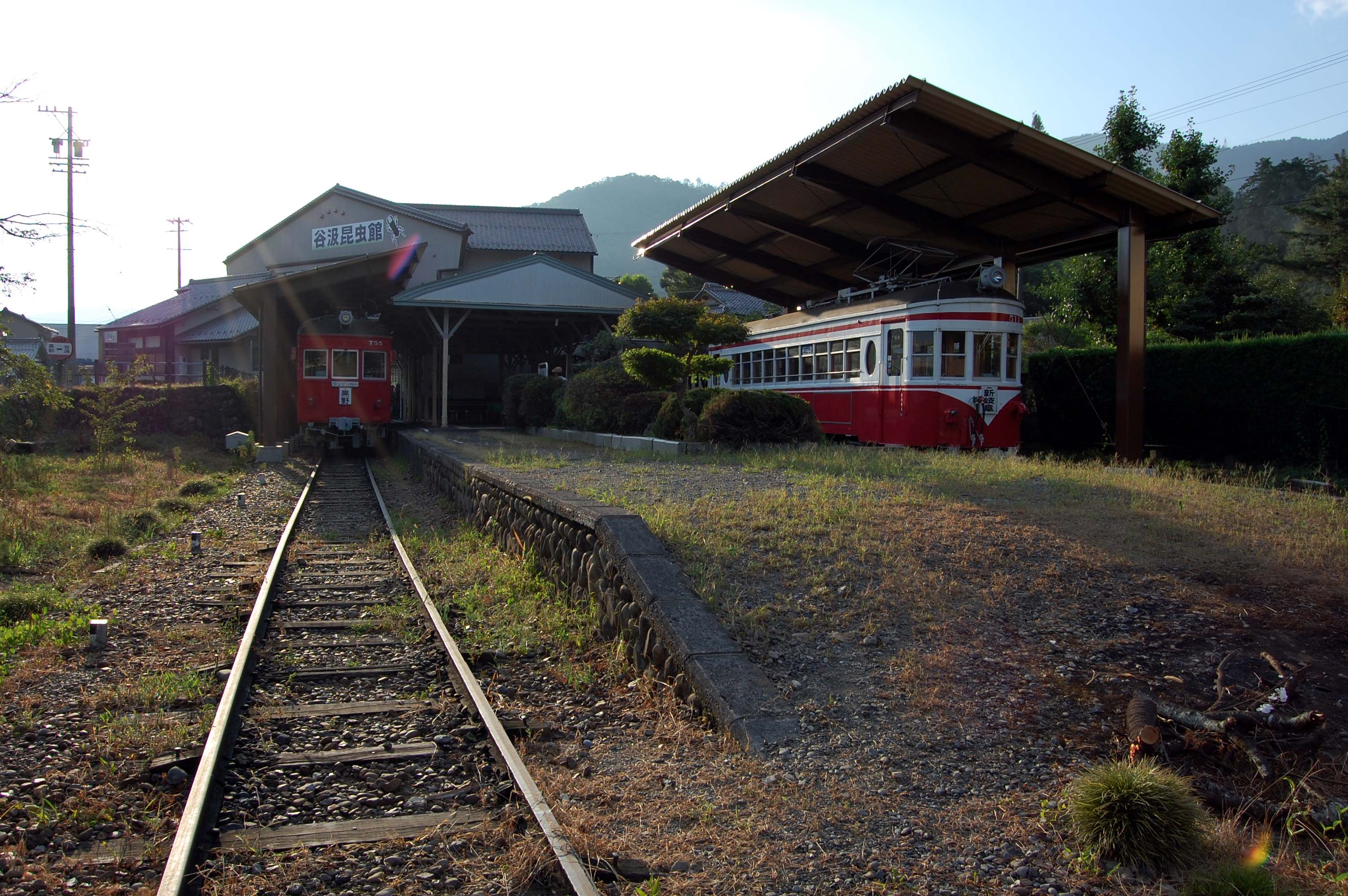
車站遺址（2007年8月）

### 配線圖
|                 | 谷汲站 站內配線略圖 | → 黑野方向 |
| 图例 参考文献： |                     |            |

## 使用狀況
- 在中提及在1992年度，當時1日平均上下車人次為391人，為除岐阜市內線均一車費區間內各站（岐阜市內線、田神線、美濃町線徹明町站至琴塚站之間）外名鐵所有車站（342站）中排名第286，揖斐線、谷汲線之間（24站）排名第8[1]。

## 車站周邊
車站位於谷汲村中心。從車站外設有一條參道連接華嚴寺。在站前設有較大站前廣場和泊車轉乘專用停車場。
- 谷汲山華嚴寺（日语：華厳寺）
- 岐阜縣道40號山東本巢線（日语：滋賀県道・岐阜県道40号山東本巣線）
- 揖斐川町親睦巴士（日语：揖斐川町コミュニティバス）谷汲口線、揖斐川町花桃巴士（日语：揖斐川町コミュニティバス） 昆蟲館前巴士站

## 相鄰車站
名古屋鐵道
谷汲線
長瀨－谷汲
- 在1990年前，此站與長瀬站之間曾設有結城站。

## 注腳
1. 1 2  名古屋鐵道廣報宣傳部（編）. . 名古屋鐵道. 1994: 651–653.
2. ↑  川島令三. . 名古屋北部・岐阜篇 1. 草思社. 1997: 139. ISBN 4-7942-0796-4 （日语）.
3. 1 2  . 鄉土出版社. 1997: 22. ISBN 4-87670-097-4 （日语）.
4. 1 2 3 4  川島令三. . 名古屋北部・岐阜篇 1. 草思社. 1997: 146–147. ISBN 4-7942-0796-4 （日语）.
5. 1 2  . 鄉土出版社. 1997: 178–179. ISBN 4-87670-097-4 （日语）.
6. ↑  2017年1月22日付 中日新聞岐阜縣版朝刊
7. ↑  2016年10月24日 中日新聞岐阜縣版朝刊12面
8. ↑  2017年1月22日 中日新聞岐阜見版朝刊
9. ↑  「地方鉄道運輸開始」《官報》1926年4月13日（國立國會圖書館數碼化資料）
10. 1 2 3  . 鄉土出版社. 1997: 220–230. ISBN 4-87670-097-4 （日语）.
11. ↑  名古屋鉄道広報宣伝部（編）. . 名古屋鐵道. 1994: 882 （日语）.
12. 1 2  . 日本經濟新聞 (日本經濟新聞社). 2001-09-01: 35 （日语）.
13. ↑  今尾惠介（監修）.  7 東海. 新潮社. 2008: 52–53. ISBN 978-4-10-790025-8 （日语）.
14. ↑  . RAIL FAN (鐵道友之會). 2002年9月號, 49 (9): 20 （日语）.
15. ↑  電氣車研究會，《鐵道畫刊》通卷第473號 1986年12月 臨時增刊号 「特集 - 名古屋鐵道」，附圖「名古屋鐵道路線略圖」